# Leucania angustipennis
Leucania angustipennis là một loài bướm đêm trong họ Noctuidae.